# Anthony Cuff
Anthony James Cuff (* 26. Dezember 1957 in Palmerston North) ist ein ehemaliger neuseeländischer Radrennfahrer.

## Sportliche Laufbahn
Cuff war Teilnehmer der Olympischen Sommerspiele 1984 in Los Angeles. Er startete im Bahnradsport. In der Einerverfolgung kam er auf den 11. Rang. In der Mannschaftsverfolgung wurde die neuseeländische Mannschaft mit Craig Adair, Anthony Cuff, Brian Fowler und Graeme Miller 13. des Wettbewerbes.
Bei den Commonwealth Games 1978 gewann er in der Mannschaftsverfolgung die Silbermedaille. Im 10-Meilen-Rennen wurde er Sechster.
1979 kam er im Etappenrennen Dulux-Tour hinter Stephen Cox auf den 2. Rang. In diesem Rennen konnte er 1980 drei Etappensiege verbuchen. In jener Saison war er in der Tour of Southland in der Gesamtwertung siegreich.